# Tim McCord
Tim McCord (ur. 28 czerwca 1979 w Sacramento) – amerykański gitarzysta basowy.
We wrześniu 2006 został gitarzystą basowym Evanescence zastępując Willa Boyda, który opuścił zespół w połowie 2006 roku. Poprzednim zespołem McCorda był The Revolution Smile, w którym grał w latach 2000–2004.